# スパルタカス (2010年のテレビドラマ)
『スパルタカス』（原題：Spartacus: Blood and Sand）は、アメリカのstarzで2010年1月22日から同年4月16日まで放送された歴史スペクタクル（アクション）のテレビドラマ。
第1話は400万人が視聴し、本作を製作したペイ・チャンネルstarzのオリジナル・ドラマの視聴者数としては新記録を樹立した。その後、回を重ねるごとに視聴者数が上がった。
日本では2010年7月～同年11月にかけてスター・チャンネルにて独占放送された。
なお、本作第1シーズンは第三次奴隷戦争、いわゆる「スパルタクスの反乱」前夜を描いている。原題の Spartacus: Blood and Sand は「スパルタカス: 血と砂」の意。
また、本作の前篇にあたるミニシリーズ『スパルタカス ゴッド・オブ・アリーナ』が2011年1月21日より、同じくstarzにて放映された。
続編は、第2期『スパルタカスII』、第3期『スパルタカスIII　ザ・ファイナル』。

## あらすじ
主人公、トラキア人のスパルタカスは、ゲタイ人の討伐を誓うローマ軍と条約を交わし作戦に参加する。しかし野心旺盛なローマ軍の副将グラベルは自らの巧名心のため、条約の内容である作戦を変更する。それによりゲタイ人の報復が生まれ故郷に襲撃に来ると危険を感じたスパルタカスらは、グラベルの命令に反旗を翻し、逃亡して故郷に戻る。そこで彼が見たものはゲダイ人によって廃墟と化した村だった。グラベルに捕われた妻スーラを救うためにローマへ奴隷として処刑の身におかれつつも連行されて行く。そこで剣闘士となって、壮絶な戦いの日々に身を投じていく。

## 登場人物・キャスト
- スパルタカス（アンディ・ホイットフィールド）：小山力也
- ウァロ（ジェイ・コートニー）：志村知幸
- ルクレティア/バティアトゥスの妻（ルーシー・ローレス）：田中敦子
- バティアトゥス (ジョン・ハナ)：佐久田修
- スーラ（エリン・カミングズ）：五十嵐麗
- グラベル（グレイグ・パーカー）：山野井仁
- イリティア（ヴィヴァ・ビアンカ）：中司ゆう花
- アルビニウス（ケヴィン・J・ウィルソン）：浦山迅
- ドレニス：西凜太朗
- バイゾ（ジョン・ロウルズ）：青山穣
- ソロニウス（クレイグ・ウォルシュ・ライトソン）：高瀬右光
- クリクスス（マヌー・ベネット）：咲野俊介
- ドクトーレ（ピーター・メンサー）：乃村健次
- ナエウィア（レスリー・アン・ブラント）：うえだ星子

## 受賞歴
ルーシー・ローレスが本作『スパルタカス』にて、2010年度 第37回サターン賞のテレビ部門 助演女優賞を受賞した。

## サブタイトル
- 第1話 赤蛇の紋章 "The Red Serpent"
- 第2話 剣闘士の誓い "Sacramentum Gladiatorum"
- 第3話 伝説 "Legends"
- 第4話 奈落の底 "The Thing In The Pit"
- 第5話 影との死闘 "Shadow Games"
- 第6話 か弱き者 "Delicate Things"
- 第7話 悲運と栄光 "Great And Unfortunate Things"
- 第8話 兄弟の印 "Mark Of The Brotherhood"
- 第9話 仮面の裏側 "Whore"
- 第10話 宴の慰み "Party Favors"
- 第11話 古傷 "Old Wounds"
- 第12話 発覚 "Revelations"
- 第13話 復讐 "Kill Them All" (最終話)

## アンディ・ホイットフィールドの降板と死
ドラマは好評を博し、シリーズ化される事になったが、続編のクランクイン直前の同年3月、主演のアンディ・ホイットフィールドが非ホジキンリンパ腫である事を公表、ドラマを降板して治療に専念していたが、2011年9月11日、18か月の闘病の末、40歳で死去した。
彼の訃報に『スパルタカス』のクリエイター、スティーヴン・S・デナイトや共演者のルーシー・ローレスから追悼のコメントが出された。
その後、リアム・マッキンタイアを代役に立てて、続編『スパルタカスII』、『スパルタカスIII ザ・ファイナル』が制作された。